# Cullen drupaceum
Cullen drupaceum är en ärtväxtart som först beskrevs av Aleksandr Andrejevitj Bunge, och fick sitt nu gällande namn av Charles Howard Stirton. Cullen drupaceum ingår i släktet Cullen, och familjen ärtväxter. Inga underarter finns listade i Catalogue of Life.